# Teucholabis (Teucholabis) atahualpa
Teucholabis (Teucholabis) atahualpa is een tweevleugelige uit de familie steltmuggen (Limoniidae). De soort komt voor in het Neotropisch gebied.